# Jelisaweta Fabianowna Gnessina

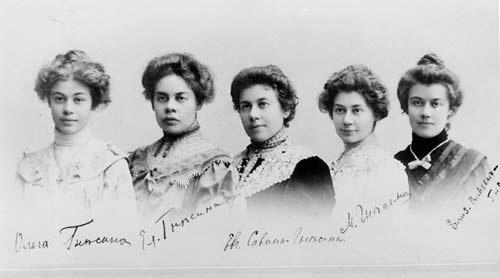
Die Gnessina-Schwestern Olga, Jelena, Jewgenija, Marija und Jelisaweta Gnessina (von links)

Jelisaweta Fabianowna Gnessina (russisch Елизавета Фабиановна Гнесина; * 1879 in Rostow am Don; † 29. April 1953 in Moskau), vierte der fünf Gnessina-Schwestern, war eine russische Violinistin, Hochschullehrerin und Schwester des russischen Komponisten Michail Gnessin.

## Leben
Jelisawetas Vater war der staatlich beauftragte Rabbiner Fabian Ossipowitsch Gnessin. Ihre Mutter Bella Issajewna Fletsinger-Gnessina hatte bei Stanisław Moniuszko studiert und war Sängerin und Pianistin. Jelisaweta studierte am Moskauer Konservatorium in der Violinen-Klasse Jan Hřímalýs mit Abschluss 1901.
Anschließend trat Jelisaweta als Dozentin für Violine in die private Musikschule der Schwestern J. und M. Gnessina ein, die ihre älteren Schwestern Jewgenija, Jelena und Marija mit Unterstützung des Mäzens Alexander Pawlowitsch Kawerin im Februar 1895 in Moskau gegründet hatten. (Die Schule wurde nach der Oktoberrevolution dank der Unterstützung Anatoli Lunatscharskis die Zweite Staatliche Moskauer Musikschule (1919), 1925 erhielt sie den Namen der Gnessina-Schwestern, und 1944 wurde sie das Gnessin-Institut.) Ihr Bruder Michail, ihre Schwestern Jewgenija, Jelena, Marija und Olga und Alexander Gretschaninow waren dort weitere Dozenten. Jelisaweta lehrte auch Musiktheorie, Solfège, Ensemblespiel und leitete das Orchester.
Jelisaweta war verheiratet mit dem Geigenbauer Jewgeni Franzewitsch Witatschek. Ihr Sohn Fabi Jewgenjewitsch Witatschek (1910–1983) wurde Komponist und Musikpädagoge. Jelisaweta wurde auf dem Moskauer Nowodewitschi-Friedhof begraben.

## Ehrungen
- Verdiente Kunstschaffende der RSFSR (1945)
- Ehrenzeichen der Sowjetunion (1945)
- Medaille „Für heldenmütige Arbeit im Großen Vaterländischen Krieg 1941–1945“